# Bomolocha recurvata
Bomolocha recurvata là một loài bướm đêm trong họ Noctuidae.